# Rodrigo Garza
Rodrigo Garza, född den 3 december 1979 i Madrid, Spanien, är en spansk landhockeyspelare.
Han tog OS-silver i herrarnas landhockeyturnering i samband med de olympiska landhockeytävlingarna 2008 i Peking.